# فلوریان کانز
فلوریان کانز (انگلیسی: Florian Kunz؛ زادهٔ ۲۲ فوریهٔ ۱۹۷۲) بازیکن هاکی روی چمن اهل آلمان است.